# Avatar (realtà virtuale)
L'avatar è un'immagine scelta per rappresentare la propria utenza in comunità virtuali, luoghi di aggregazione e di discussione, o di gioco online.

## Impiego
La parola, che è in lingua sanscrita, è originaria della tradizione induista, nella quale ha il significato di "incarnazione", di assunzione di un corpo fisico da parte di un dio (Avatar: "Colui che discende"); per traslazione metaforica, nel gergo di Internet si intende che una persona reale che scelga di mostrarsi agli altri, lo faccia attraverso una propria rappresentazione, un'incarnazione: un avatar appunto. Tale immagine, che può variare per tema e per grandezza (di solito stabilite preventivamente dai regolamenti delle comunità virtuali), può raffigurare un personaggio di fantasia (ad es. un cartone animato, un fumetto), della realtà (ad es. il proprio cantante o attore preferito, o anche la propria immagine), o anche temi più vari, come vignette comiche, testi, ed altro. Il luogo di maggiore utilizzo degli avatar sono i forum, i programmi di messaggistica istantanea e i giochi di ruolo on-line, dove è d'uso crearsi un alter ego. Alcuni siti invitano a dotarsi di un avatar ispirato a un certo tema per renderne uniforme l'utilizzo in modo da migliorare il senso di appartenenza alla comunità virtuale.
Inoltre, ci sono progetti di ricerca con avatar come i due progetti congiunti finanziato dal BMBF (Ministero federale dell'istruzione e della ricerca), AVASAG "Assistente vocale basato su avatar per la traduzione automatica dei segni" per una maggiore accessibilità digitale così come EMMA "Emotional Mobile Assistant" per il supporto in caso di stress psicologico sul posto di lavoro e il progetto congiunto finanziato dal BMWi (Ministero federale dell'economia e dell'energia), EMMI "Interazione empatica uomo-macchina" per aumentare l'accettazione della guida autonoma.

## Storia
Nel 2004 fece la sua comparsa la prima presentatrice televisiva virtuale Eva Byte sulla rete brasiliana TV Globo; la giornalista era realizzata con il software 3DSMAX. Per quanto riguarda l'Italia possiamo trovare un esempio analogo nell'edizione 1996-1997 della trasmissione per ragazzi Solletico, nella quale i conduttori erano affiancati da un teschietto virtuale chiamato Osso, doppiato e animato da Gigi Rosa.

## Il caso dell'iPhone
La Apple ha impiegato gli avatar in iMessage, il servizio di messaggeria istantanea, oltre che nelle normali chiamate telefoniche. Dal 2018, con il sistema operativo iOS 12 ha consentito all'utente di creare Memoji personalizzate, per esempio utilizzando il volto della persona. La medesima opportunità è stata estesa, successivamente, all'iPad con il sistema operativo iPad OS.